# Barsbeker See
Der Barsbeker See liegt in der Probstei nahe Wendtorf im Kreis Plön, unmittelbar an der Ostseeküste. Er ist nur durch einen Strandwall von der Ostsee getrennt.

## Lage
Der See befindet sich im 146 Hektar großen Naturschutzgebiet Barsbeker See und Umgebung, das unter Nummer 116 in das beim Ministerium für Energiewende, Landwirtschaft, Umwelt und ländliche Räume geführte Verzeichnis der Naturschutzgebiete eingetragen ist.
Der See ist Teil einer langgezogenen Niederung, die überwiegend unter dem Meeresspiegel liegt. Der Strandwall zur Ostsee ist natürlichen Ursprungs. Vor dem Strandwall liegt der Nehrungshaken und das Naturschutzgebiet Bottsand.

## Geschichte
Nur durch eine kleine Öffnung im Westen des Strandwalls konnte die den Barsbeker See durchfließende Fernau in die Ostsee entwässern. Durch diese Öffnung drang bei Sturmfluten aber auch Salzwasser in die Niederung und den See. Die Bezeichnung „Salzwiesen“ für das Grünland in der Niederung in der Umgebung des Sees deutet noch auf diesen Umstand hin.
Der erste Deich entstand im Jahre 1821 zwischen den Orten Wisch und Heidkate und diente dem Zweck, die Nutzung der Salzwiesen ertragreicher zu gestalten. Der Deich wurde 1835 bei einer Sturmflut weitgehend zerstört. Danach wurde weiter westlich erneut ein Deich gebaut, der Barsbeker Deich, der 1872 bei einer Sturmflut brach. Dabei wurde die gesamte Niederung von Salzwasser überschwemmt. Erst mit dem 1882 errichteten dritten Deich wurde der Barsbeker See zum Binnengewässer. 1920 wurde mit der Entwässerung der Salzwiesen begonnen.
Seit dem Bau des dritten Deichs sackt der trockengelegte Moorboden fortwährend ab und der Barsbeker See verlandet zunehmend. Aus den einstigen Salzwiesen ist Weideland geworden.

## Naturschutz
Das Seeufer ist aufgrund seines breiten Schilfgürtels praktisch unzugänglich. Er bietet daher einen Schutz- und Ruheraum für zahlreiche Tier- und Pflanzenarten.
In § 3 der Naturschutzverordnung heißt es: "Das Naturschutzgebiet dient der Erhaltung der erdgeschichtlich bedeutsamen Erscheinungsformen eines flachgründigen, küstennahen Brackwassersees mit ausgedehnten Röhrichtbeständen, artenreichen Brackwasser-Hochstaudenrieden und Salzwiesenbereichen sowie einer vielfältigen Tierwelt."
Ornithologisch Interessierte finden auf den alten und neuen Deichen gute Beobachtungsmöglichkeiten.